# Liste der Monuments historiques in Motreff
Die Liste der Monuments historiques in Motreff führt die Monuments historiques in der französischen Gemeinde Motreff auf.

## Liste der Bauwerke
| Bezeichnung                    | Beschreibung | Standort | Kennzeichnung | Schutzstatus | Datum | Bild |
| ------------------------------ | ------------ | -------- | ------------- | ------------ | ----- | ---- |
| Allée couverte von Kervoulédic |              | (Lage)   | PA00090138    | Inscrit      | 1968  |      |
| Motte von Kergorlay            |              | (Lage)   | PA29000016    | Inscrit      | 1997  |      |

## Liste der Objekte
- Monuments historiques (Objekte) in Motreff in der Base Palissy des französischen Kultusministeriums